# Kanaalpost

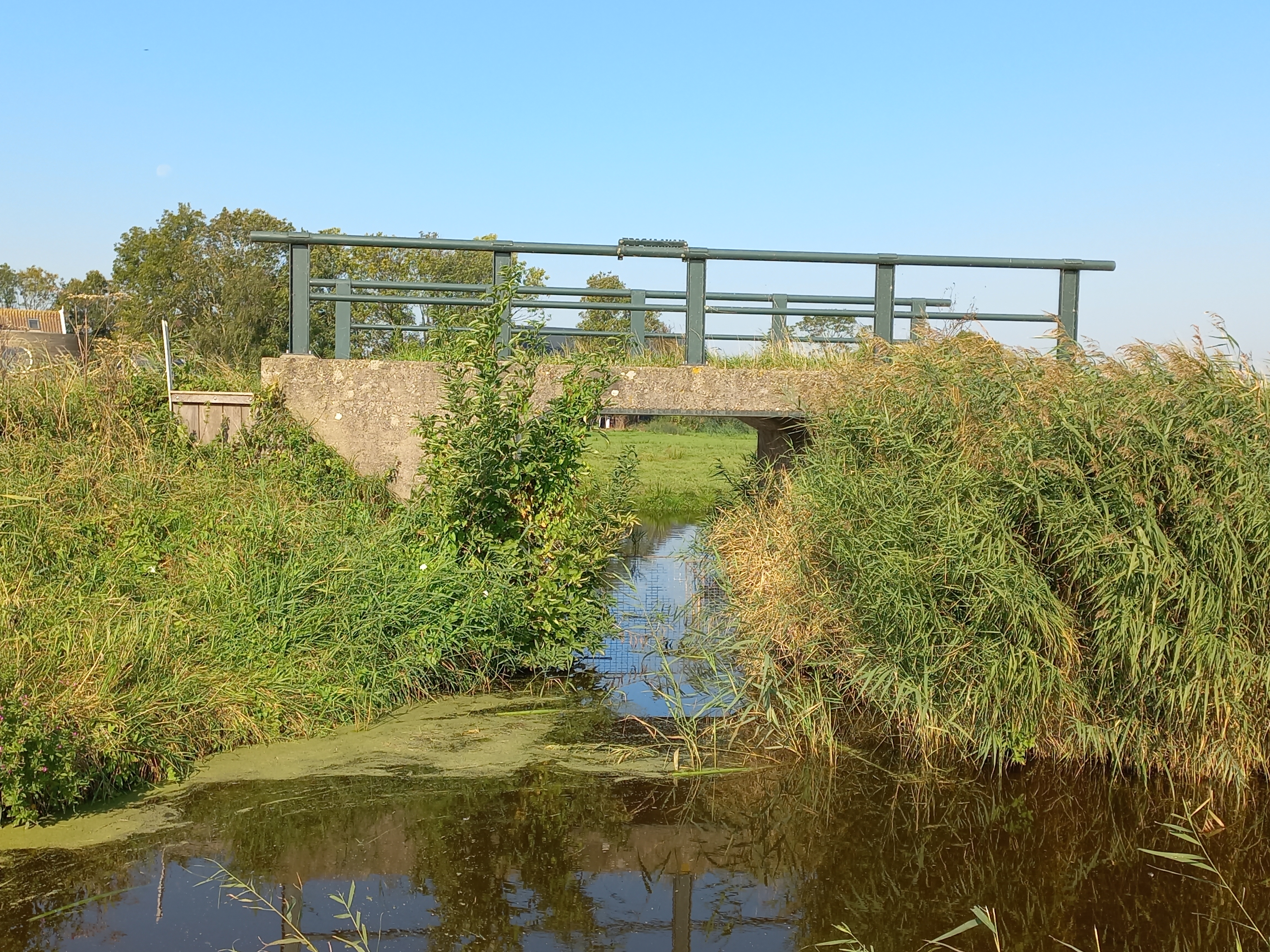
Duikerconstructie Kanaalpost (september 2024)

Kanaalpost (brug 2462, voorheen 71P) is een bouwkundig kunstwerk in Amsterdam-Noord. In de volksmond werd de brug ook wel Rareperpost genoemd.

## Geschiedenis
Dit gebied is al eeuwenlang grotendeels landbouw- en veeteeltgebied, eeuwenlang door bannen en vanaf begin 19e eeuw door de gemeente Ransdorp (Raarp, Rarep), vanaf 1921 Amsterdam. De naam Kanaalpost komt voor het eerst voor in de jaren twintig van de 19e eeuw wanneer besloten wordt tot het graven van een kanaal tussen IJdoorn en Marken. Dit kanaal moest grote schepen vanaf de Zuiderzee naar Amsterdam-Noord geleiden. Halverwege was een “post” voorzien, een brug die naar believen opgebouwd en afgebroken kon worden afhankelijk van de scheepvaart en/of verkeer. De terreinen waarin gegraven moest worden werkten niet mee en na twee jaar voorbereidend werk werd besloten te stoppen met de aanleg van het kanaal. Wel waren er inmiddels door de gemeente Ransdorp straatnamen uitgedeeld die in verband stonden met dat Kanaal: Kanaaldijk (oostoever van het Kanaal) en Kanaalweg, een weg van het kanaal naar Holysloot. Het kanaal kreeg pas weer later haar naam, het Goudriaankanaal. 
De onduidelijkheid van de geschiedenis ter plekke komt, omdat enerzijds de gemeente Ransdorp verantwoordelijk was voor de infrastructuur, anderzijds het Hoogheemraadschap Waterland. Bovendien kwam een groot deel van de graslanden in 1916 onder water te staan door een dijkdoorbraak als gevolg van een stormvloed. Bestuurlijk had dat tot gevolg dat Ransdorp zich vanwege niet te dragen financiële lasten aansloot bij de Amsterdam. Het hoogheemraadschap hield echter een stevige vinger in de pap. Op het moment dat Ransdorp zich aansloot bij Amsterdam ging de Dienst der Publieke Werken er langs om die wereld in kaart te brengen. Op die kaart is er wel een object in het kanaal te zien, maar onduidelijk is of dat een brug of dam is. Niet veel later (1922) besloot Amsterdam met het hoogheemraadschap, dat overigens in Monnickendam gevestigd was, het aantal bruggen en bruggetjes in Waterland terug te brengen. In plaats van de versleten bruggen te vernieuwen werd gekozen voor een goedkopere oplossing, bruggen afbreken en het water volstorten met grond. De plek Kanaalpost komt af en toe als plaatsaanduiding in het gebied. Vermoedelijk omdat Amsterdam al een Kanaalstraat heeft, wordt de naam van de Kanaalweg geschrapt en vervangen door de Bloemendalergouw.

## Recente geschiedenis
Rond 1954 komt het hoogheemraadschap voor deze plek met het ontwerp van een nieuwe brug. Deze brug komt in de vorm van een duiker, dat wil voor hier zeggen een brug in de vorm van een bijna rechthoekige koker onder de weg door. Normaliter verdwijnen duikerbruggen geheel onder het maaiveld, maar hier kwam de duiker ruimschoots boven het maaiveld te liggen; roeiboten en andere kleine boten kunnen erdoorheen varen. Voordeel van een duiker is dat men relatief snel kan bouwen, maar wanneer de brug gebouwd werd is (nog) niet bekend. De bouwtekening vermeldt dat deze duikerbrug in plaats kwam van een ophaalbrug, maar die is vooralsnog op geen enkele kaart of foto terug te vinden. De tekening meldt overigens de naam Hooge Post; ze steekt boven het landschap uit.
De gouw en brug zijn van essentieel belang voor verkeer richting naar en komende van Holysloot; het is de enige verbinding met de rest van Landelijk Noord. In 1972 kreeg de brug een naambord, terwijl de naam in 1957 al gangbaar was. De brug is 6,72 meter lang; de duiker is circa 4,75 meter breed en hoog en 3,40 meter lang.
Vanaf 1968 reed bus 30 (1978-1984 bus 90) over het bruggetje. Deze buslijn, die overigens voor wat betreft breedte amper op het smalle landweggetje paste, werd steeds kariger bediend waarna ze in 2018 opgeheven werd; Landelijk Noord moest het voortaan doen met een afroeptaxi. 
2400 · 2401 · 2402 · 2403 · 2404 · 2405 · 2406 · 2407 · 2408 · 2409 ·  2410 · 2411 · 2412 · 2413 · 2414 · 2415 · 2421 · 2422 · 2423 · 2424 · 2425 · 2426 · 2427 · 2428 · 2429 · 2430 · 2431 · 2432 · 2433 · 2434 · 2435 · 2436 · 2437 · 2438 · 2439 · 2441 · 2451-2453 · 2454 · 2455 · 2456 · 2457 · 2459 · 2461 · 2462 · 2468 · 2469 · 2470 · 2471 · 2472 · 2473 · 2474 · 2475 · 2476 · 2477 · 2478 · 2480 · 2481 · 2482 · 2483 · 2484 · 2485 · 2486 · 2487 · 2488 · 2489 · 2490 · 2491 · 2492 · 2493 · 2494-2499
Brugnummers 2416, 2417, 2418, 2419, 2420, 2441, 2442, 2443, 2444,  2445, 2446, 2447, 2448, 2449, 2450, 2458, 2460, 2463, 2464, 2465, 2466, 2467, 2479 zijn niet vergeven.